# Ястребинський Микола Дмитрович
Микола Дмитрович Ястребинський (1 (14) грудня 1912, Акмолінськ — 16 грудня 1978) — радянський офіцер, Герой Радянського Союзу.

## Біографія
Народився 14 грудня 1912 року в місті Акмолінську (нині Астана) в селянській родині. Українець. Закінчив середню школу і три курси Воронезького зоотехнічного ветеринарного інституту.
У 1934 році призваний до лав Червоної Армії. Член ВКП(б) з 1939 року. Брав участь у радянсько-фінській війні 1939–1940 років. У 1940 році закінчив школу політруків. У боях німецько-радянської війни з червня 1941 року. Воював на Степовому фронті.
У вересні—жовтні 1943 року при будівництві переправ через Дніпро в районі острова Глинськ-Бородаєвський Верхньодніпровського району Дніпропетровської області заступник командира 7-го окремого моторизованого понтонно-мостового батальйону з політичної частини капітан М. Д. Ястребинський вміло організував партійно-політичну роботу по забезпеченню виконання бойового завдання батальйоном, проявив особисту відвагу.
Указом Президії Верховної Ради СРСР від 20 грудня 1943 року за вмілу організацію партійно-політичної роботи по забезпеченню виконання бойового завдання батальйоном і проявлену при цьому особисту відвагу капітану Миколі Дмитровичу Ястребинському присвоєно звання Героя Радянського Союзу з врученням ордена Леніна і медалі «Золота Зірка» (№ 1 488).
З 1946 року майор М. Д. Ястребинський в запасі. Працював машиністом електровоза. Жив у Києві. Помер 16 грудня 1978 року. Похований в Києві на Байковому кладовищі.

## Нагороди
Нагороджений орденом Леніна, орденом Вітчизняної війни 1-го ступеня, орденом Червоної Зірки, медалями.